# Кнапик, Эугениуш
Эугениуш Кнапик (пол. Eugeniusz Knapik; род. 9 июля 1951, Руда-Слёнска) — польский композитор.
Окончил Катовицкую Высшую школу музыки (1976) у Генрика Гурецкого (композиция) и Чеслава Станчика (фортепиано), по гранту Правительства Франции стажировался в Париже у Оливье Мессиана. Лауреат ряда композиторских конкурсов, в том числе обладатель первой премии на конкурсе «Молодые музыканты — молодому городу» (пол. Młodzi Muzycy Młodemu Miastu; Сталёва-Воля, 1978, за Хорал, интерлюдию и арию для флейты, клавесина и струнных) и третьей премии Международного конкурса камерной музыки в Вене (1977, за Кончерто гроссо). В 1979 году он записал работу Оливье Мессиана Vingt Regards sur l’Enfant Jésus, CD выпущен в 2012 году, фирма грамзаписи DUX из Польши.
Профессор композиции в Катовицкой Академии музыки имени Шимановского. С 1992 г. возглавляет также созданную при ней Студию компьютерной и электронной музыки.
Среди основных произведений Кнапика — оперная трилогия «Мысли Елены Трублейн» (англ. The Minds of Helena Troubleyn; 1987—1996), созданная в содружестве с автором либретто и режиссёром-постановщиком Яном Фабром.